# Kevin Alejandro
Kevin Michael Alejandro (San Antonio, Texas, 7 de abril de 1976) es un actor estadounidense. Conocido principalmente por su papel de Jesús Velázquez en True Blood y como Sebastian Blood en Arrow.

## Biografía

### Primeros años
Alejandro es de ascendencia mexicana, nació en San Antonio, Texas y creció en la pequeña ciudad al oeste de Texas, Snyder, asistió a la Universidad de Texas en Austin.

### Carrera
Alejandro apareció en la serie de ABC, Ugly Betty, interpretando a Santos, el padre de Justin Suárez y el interés amoroso de Hilda. Apareció en la segunda temporada de Sleeper Cell la serie original de Showtime, interpretando a Benito Velásquez, y también interpretó a Domingo Hughes en The Young and the Restless. Hizo una aparición, junto con su compañero de Ugly Betty el actor Eric Mabius, en CSI: Miami en el episodio "One of Us", y otro como un estafador gay en Big Love de HBO. Apareció en un episodio de la séptima temporada de Charmed como Malvock, un demonio astuto. También apareció en los primeros episodios, de la serie 24 de la cuarta temporada, como un hombre de confianza del terrorismo, en la que también actúa con Tony Plana, compañero de Ugly Betty.
Alejandro tuvo un rol regular en el drama ahora cancelado Shark como el vicefiscal de distrito Danny Reyes. Tuvo un pequeño papel en The Cleaner, una serie de televisión de A&E. También aparece en la película Crossing Over, la cual fue lanzada en febrero de 2009, junto a Harrison Ford. Interpretó al detective Nate Moretta en Southland, producida por el ganador del Emmy, John Wells. También ha participado en las temporadas 4 y 5 de  Weeds. En la primera temporada de Drop Dead Diva, en el episodio cinco, como un condenado injustamente llamado Michael Fernández. También apareció en la tercera temporada de la serie de televisión de vampiros True Blood como Jesús Velázquez. Desde 2013 aparece como Sebastian Blood/Hermano Sangre en la segunda temporada de Arrow. También interpretó a Esai Álvarez en la primera temporada de Sons of Anarchy.  también apareció en los últimos episodios de la temporada 11 de Grey's Anatomy interpretando a Dan Pruitt , un policía que se enamora del personaje de Callie Torres y que es tratado por ella cuando este pierde una pierna en un procedimiento policiaco.
Desde el año 2016, participa en la serie de Lucifer interpretando el papel de Dan, un inspector del Departamento de Policía de Los Ángeles. En el año 2021 ha dado voz al personaje de Jayce, en la serie de animación de Arcane.

## Filmografía completa

### Cine
| Año  | Título                                            | Rol               | Notas                  |
| ---- | ------------------------------------------------- | ----------------- | ---------------------- |
| 2002 | Purgatory Flats                                   | Owen Mecklin      |                        |
| 2003 | Graduation Night                                  | Fishman           |                        |
| 2008 | Creature of Darkness                              | Emilio            |                        |
| 2009 | Wake                                              | Detective Daniels |                        |
| 2009 | Crossing Over                                     | Gutiérrez         |                        |
| 2011 | The Legend of Hell's Gate: An American Conspiracy | August Edwards    |                        |
| 2011 | Red State                                         | Harry             |                        |
| 2011 | Cassadaga                                         | Mike              |                        |
| 2013 | Medeas                                            | Noah              |                        |
| 2016 | Take Me Home                                      | -                 | Director; cortometraje |
| 2018 | Bedtime Story                                     | -                 | Director; cortometraje |
| 2020 | The Lost Husband                                  | Danny             |                        |

### Televisión
| Año       | Título                                     | Rol                             | Notas                                                                                    |
| --------- | ------------------------------------------ | ------------------------------- | ---------------------------------------------------------------------------------------- |
| 2003      | Crossing Jordan                            | Connor Marshall                 | Episodio: "Fire and Ice"                                                                 |
| 2003      | Las Vegas                                  | Ray Duran                       | Episodio: "Pros and Cons"                                                                |
| 2004      | Dr. Vegas                                  | Raúl Ortiz                      | Episodio: "Advantage Play"                                                               |
| 2004      | Charmed                                    | Malvoc                          | Episodio: "There's Something About Leo"                                                  |
| 2004-05   | The Young and the Restless                 | Dominic Hughes                  | 15 episodios                                                                             |
| 2005      | 24                                         | Kevin McCollin                  | 3 episodios                                                                              |
| 2005      | JAG                                        | Cabo Jude Dominick              | Episodio: "Fit for Duty"                                                                 |
| 2005      | Alias                                      | Cesar Martinez                  | Episodio: "The Orphan"                                                                   |
| 2005      | CSI: Nueva York                            | Tom Martin                      | Episodio: "Crime and Misdemeanor"                                                        |
| 2005      | Threshold                                  | Marcus                          | Episodio: "Pulse"                                                                        |
| 2005      | Medium                                     | Jason Morrow                    | Episodio: "Still Life"                                                                   |
| 2006      | E-Ring                                     | Miguel Carrera                  | Episodio: "The General"                                                                  |
| 2006      | Without a Trace                            | Casey Miller                    | Episodio: "The Road Home"                                                                |
| 2006      | Big Love                                   | El estafador                    | Episodio: "Eviction"                                                                     |
| 2006      | CSI Miami                                  | Carlos Santigo                  | Episodio: "One of Our Own"                                                               |
| 2006      | NCIS: Naval Criminal Investigative Service | Jaime Jones                     | Episodio: "Driven"                                                                       |
| 2006      | Faceless                                   | Lucas Renosa                    | Película de televisión                                                                   |
| 2006-07   | Sleeper Cell                               | Benito "Benny" Velásquez        | 7 episodios                                                                              |
| 2006-07   | Ugly Betty                                 | Santos                          | 8 episodios                                                                              |
| 2007      | Drive                                      | Winston Salazar                 | 6 episodios                                                                              |
| 2007-08   | Shark                                      | Danny Reyes                     | 16 episodios                                                                             |
| 2008      | Sons of Anarchy                            | Esai Alvarez                    | Episodio: "The Pull" y "Hell Followed"                                                   |
| 2008      | Burn Notice                                | Raul                            | Episodio: "Turn and Burn"                                                                |
| 2008-09   | Weeds                                      | Rudolpho Mason                  | 4 episodios                                                                              |
| 2009      | Knight Rider                               | Víctor Galt                     | Episodio: "I Love the Knight Life"                                                       |
| 2009      | Heroes                                     | Agente Jenkins                  | Episodio: "Into Asylum"                                                                  |
| 2009      | Drop Dead Diva                             | Michael Fernández               | Episodio: "Lost and Found"                                                               |
| 2009      | Melrose Place                              | Anton V.                        | Episodio: "Shoreline"                                                                    |
| 2009-11   | Southland                                  | Nate Moretta                    | 14 episodios                                                                             |
| 2010      | The Deep End                               | Connor Smith                    | Episodio: "White Lies, Black Ties"                                                       |
| 2010      | The Mentalist                              | Víctor Bandino                  | Episodio: "The Red Box"                                                                  |
| 2010      | Psych                                      | Dane Northcutt                  | Episodio: "Ferry Tale"                                                                   |
| 2010      | Parenthood                                 | Miguel                          | 3 episodios                                                                              |
| 2010      | Law & Order: Special Victims Unit          | Víctor Ramos                    | Episodio: "Branded"                                                                      |
| 2010-12   | True Blood                                 | Jesús Velázquez                 | 22 episodios                                                                             |
| 2011      | Bones                                      | Hércules "El Tornado" Maldonado | Episodio: "The Change in the Game"                                                       |
| 2011      | Hide                                       | Det. Bobby Dodge                | Película de televisión                                                                   |
| 2012      | Breakout Kings                             | Benny Cruz                      | Episodio: "Cruz Control"                                                                 |
| 2012      | GCB                                        | Danny                           | Episodio: "Adam & Eve's Rib"                                                             |
| 2013      | Golden Boy                                 | Christian Arroyo                | 13 episodios                                                                             |
| 2013-14   | Arrow                                      | Sebastian Blood / Brother Blood | 12 episodios                                                                             |
| 2015      | The Returned                               | Sheriff Tommy Solano            | 10 episodios                                                                             |
| 2015      | Grey's Anatomy                             | Oficial Dan Pruitt              | 3 episodios                                                                              |
| 2016-2021 | Lucifer                                    | Detective Daniel Espinoza       | 67 episodios; también director: "Once Upon a Time", "Spoiler Alert" y "Once Upon a Time" |
| 2016      | The Catch                                  | Nathan Ashmore                  | Episodio: "The Package"                                                                  |
| 2021      | Arcane                                     | Jayce                           | Voz                                                                                      |

### Web
| Año  | Título          | Rol    | Notas |
| ---- | --------------- | ------ | ----- |
| 2008 | Gemini Division | Amasso |       |